# پلیس فضای تولید و تبادل اطلاعات فراجا

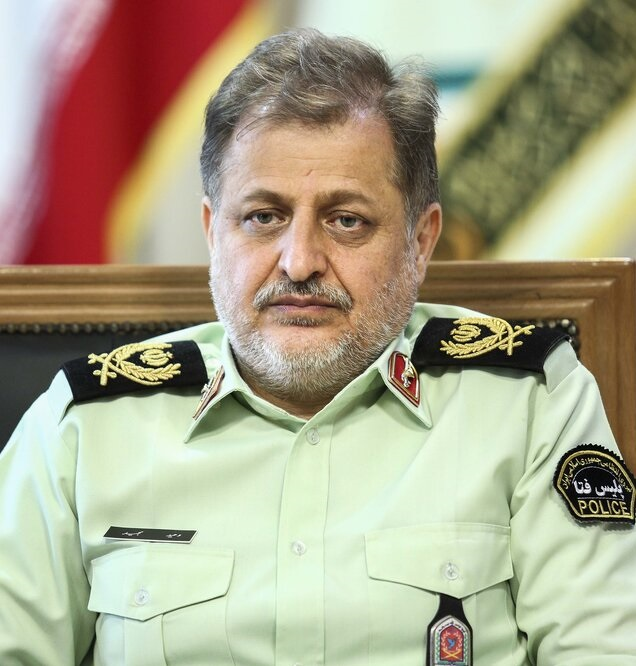
سرتیپ دوم وحید مجید رئیس فتا

پلیس فضای تولید و تبادل اطلاعات فراجا با نام مختصر پلیس فتا و مشهور به پلیس سایبری ایران، یک واحد تخصصی فرماندهی انتظامی جمهوری اسلامی ایران است که وظیفه آن جلوگیری و مبارزه با ایجاد فیشینگ (کلاهبرداری اینترنتی) و جعل، سرقت اینترنتی، هک، نفوذ و جرائم سازمان یافته رایانه‌ای است این سازمان بعد از نهادهای اصلی امنیتی چون سازمان اطلاعات سپاه، وزارت اطلاعات و گرداب (واحد فرماندهی سایبری سپاه پاسداران) جز نهادهای امنیتی خرد حساب می‌شود.
همچنین دسترسی غیرمجاز، برداشت اینترنتی غیرمجاز از حساب‌های بانکی اشخاص، شنود غیرمجاز، جعل رایانه‌ای، تخریب و اخلال در داده‌ها و سامانه‌های رایانه‌ای و مخابراتی، استفاده غیرمجاز از پهنای باند بین‌المللی برای برقراری ارتباطات مخابراتی، تولید و آموزش بدافزارها یا نرم‌افزارهای ارتکاب جرایم سایبری و گذرواژه و اطلاعات کاربران از جمله موضوعاتی است که مورد پیگیری پلیس فتا قرار می‌گیرد. بر پایه اظهارات رئیس پلیس فتا، این پلیس مسئولیت تأمین نظم و امنیت و آسایش عمومی و فردی در فضای مجازی را بر عهده دارد.
این واحد که در گذشته تحت عنوان اداره مبارزه با جرایم خاص و رایانه ای پلیس آگاهی فراجا فعالیت می‌کرد، در ۳ بهمن ۱۳۸۹ (۲۳ ژانویه ۲۰۱۱) به فرمان اسماعیل احمدی مقدم فرمانده سابق کل انتظامی ایران به عنوان یک فرماندهی مستقل آغاز به فعالیت کرد.
در اواخر سال ۱۳۸۷ دبیرخانه پلیس فتا در ستاد فراجا راه‌اندازی گردید که شامل کمیته‌های مطالعات تطبیقی، کمیته تجهیزات و منابع انسانی، مالی، کمیته خسارت و سازمان بود و ریاست آن نیز به سردار سرتیپ دوم پاسدار سید کمال هادیانفر واگذار شد. در نهایت سند راهبردی این نیرو در ۱ اسفند ۱۳۸۷ به تصویب هیئت وزیران رسید و این یگان شکل گرفت. هم‌اکنون رئیس پلیس فتا سردار سرتیپ دوم وحید مجید است.
انگیزه این اقدام را می‌توان واکنش پلیس به انتشار کرم رایانه‌ای استاکس نت و همچنین مقابله با کنترل فضای سایبر توسط مخالفان حکومت ایران (بعد از ناآرامی ایران پس از اعلام نتایج انتخابات ۱۳۸۸) دانست. ایجاد امنیت و کاهش مخاطرات برای فعالیت‌های علمی، اقتصادی، اجتماعی در جامعه اطلاعاتی، حفاظت و صیانت از هویت دینی و ملی، مراقبت و پایش از فضای تولید و تبادل اطلاعات برای پیش‌گیری از تبدیل شدن این فضا به بستری برای انجام هماهنگی‌ها و عملیات برای انجام و تحقق فعالیت‌های غیرقانونی و ممانعت از تعرض به ارزش‌ها و هنجارهای جامعه در فتا از جمله وظایف و مأموریت‌های پلیس فضای تولید و تبادل اطّلاعات فراجا است.
۱۳ سپتامبر ۲۰۲۳ وزارت خارجه کشور استرالیا، «پلیس سایبری فتا ایران» را به دلیل نقش این نهاد در محدود کردن فعالیت اینترنتی در ایران تحریم کرد.

## درگذشت ستار بهشتی
در تاریخ ۹ مهر ۱۳۹۱ پلیس سایبری ستار بهشتی ۳۵ ساله را به اتهام «اقدام علیه امنیت ملی در شبکه‌های اجتماعی و فیس بوک» دستگیر کرد. بهشتی در وبلاگ خود از حکومت ایران انتقاد کرده بود. جسد بهشتی در ۳ نوامبر در سلول زندانش پیدا شد و گمان می‌رود که توسط مقامات پلیس سایبری تا حد مرگ زیر شکنجه کشته شده‌است.
مرگ بهشتی محکومیت جهانی را برانگیخت و «سیل نادری از انتقادات را از سوی مقامات» در ایران به وجود آورد. مهدی دواتگری، نماینده مجلس ایران، پلیس سایبری بهشتی را یک شبه بدون حکم قضایی به‌طور غیرقانونی نگه داشته و خواستار «استعفا یا برکناری رئیس پلیس سایبری» شد. در ۱ دسامبر ۲۰۱۲، محمدحسن شکریان، رئیس پلیس سایبری تهران، به دلیل درگذشت بهشتی به دلیل «نقص و ضعف در نظارت کافی بر پرسنل تحت نظارت وی» از سمت خود برکنار شد.

## تحریم‌ها
- چهارشنبه ۱۳ سپتامبر ۲۰۲۳ وزارت خارجه استرالیا، «پلیس سایبری ایران» را به همراه ۴ تن از مسئولان و ۲ نهاد جمهوری اسلامی به دلیل ممانعت از آزادی بیان از طریق محدود کردن فعالیت اینترنتی در ایران نقش اساسی دارد، تحریم کرد.[۶]